# Ponerobia
Ponerobia is een geslacht van wantsen uit de familie van de Reduviidae (Roofwantsen). Het geslacht werd voor het eerst wetenschappelijk beschreven door Charles Jean-Baptiste Amyot & Jean Guillaume Audinet-Serville in 1843.

## Soorten
Het genus is monotypisch en bevat alleen de volgende soort:

- Ponerobia bipustulata (Fabricius, 1781)